# Chiesa di Santa Croce e Purgatorio al Mercato

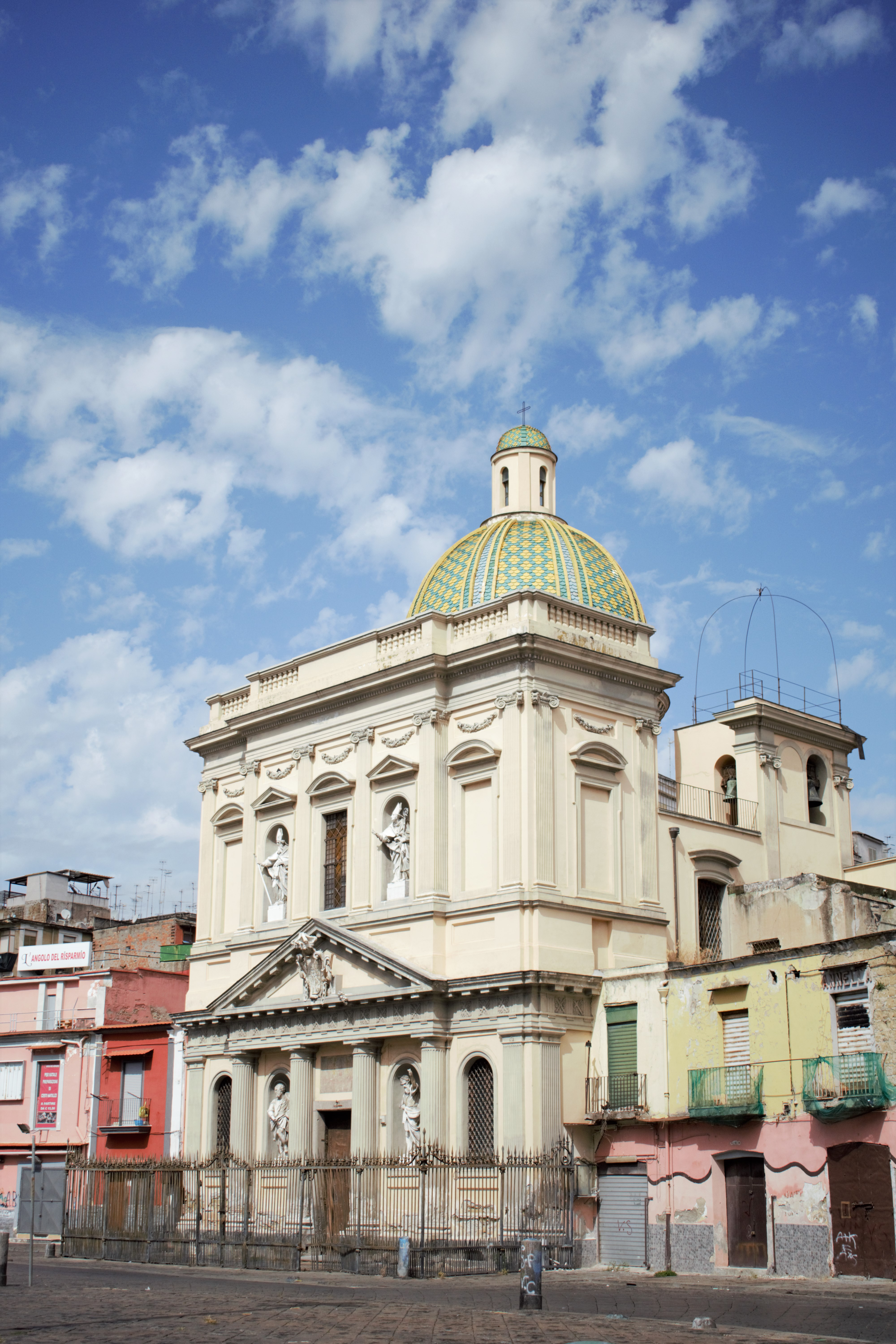
Altra visuale

La chiesa di Santa Croce e Purgatorio al Mercato è uno storico luogo di culto di Napoli, ubicato al centro dell'esedra di piazza del Mercato.

## Storia e descrizione
Nel 1351 (anche se ci sono storici, come il Galante, che riportano il 1331) fu eretta dal conciatore di pelli Domenico Punzo di Persio una cappella sul luogo dove fu decapitato Corradino di Svevia per ordine di Carlo I d'Angiò il 29 ottobre 1268. In precedenza il luogo era segnalato solo da una colonna sormontata da una croce di stile gotico. La cappella sorgeva a sud-est di piazza Mercato e fu dedicata alla Santa Croce per via della colonna con croce (definita colonna espiatoria) che fu posta all'interno.
Nel XVII secolo invece furono adoperate delle cisterne granarie in piazza come fosse comuni per l'epidemia di peste del 1656. Su queste fosse fu eseguito un recinto per segnalare la presenza del luogo di sepoltura e fu costruita (secondo il Galante nel 1774) una cappella, che fu detta della Santa Croce delle Anime Purganti, più brevemente del Purgatorio.
Nella notte del 22 luglio 1781 un incendio generato dai fuochi d'artificio per festeggiare la Madonna del Carmine distrusse le botteghe in legno della piazza e, di conseguenza, danneggiò anche le cappelle. Fu incaricato da Ferdinando IV l'architetto Francesco Sicuro affinché realizzasse un'esedra in muratura nella piazza, regolamentando così le botteghe. Inoltre lo stesso architetto concluse l'esedra centralmente progettando una nuova chiesa che sostituisse le due cappelle. La denominazione di questa chiesa contiene infatti quelle delle due cappelle. Eretta nel 1786, fu consacrata il 3 novembre 1791. Nel 1911 fu sottoposta ad una importante ristrutturazione.
Il tempio, che reca una pianta a croce greca divisa in tre navate, è stato fortemente danneggiato dai bombardamenti della seconda guerra mondiale nonché dal terremoto dell'Irpinia del 1980, eppure rappresenta ancor oggi un'importante testimonianza della città, sia per la piazza in cui sorge sia perché all'interno conserva un ceppo con lo Stemma dei cuoiai, che si pensa essere quello sul quale fu decapitato Corradino (anche se è più probabile che si tratti della chiave di volta della cappella dove fu inizialmente sepolto).
La colonna commemorativa in porfido reca incisa questa frase: Asturis ungue leo pullum rapiens aquilinum hic deplumavit acephalumque dedit, così traducibile: il leone artigliò l'aquilotto ad Astura, gli strappò le piume e lo decapitò. La morte del sovrano in piazza sancì la fine della dinastia sveva e del suo sogno imperiale, favorendo l'ascesa degli angioini di Napoli.
Le tele di Nicola Malinconico, Giacinto Diano e di altri artisti sono state trasferite nei depositi del Castel Nuovo, mentre le due acquasantiere e uno dei due putti reggimensa collocati sotto l'altare maggiore e scolpiti da Angelo Viva sono stati, purtroppo, trafugati.
La chiesa è chiusa al pubblico; 
e allo stato attuale è finalmente soggetta a lavori di restauro.